# Galaxaura
Galaxaura, rod crvenih algi iz porodice Galaxauraceae, dio reda Nemaliales. Postoji 26 priznatih vrsta. Tipična vrsta je morska alga Galaxaura rugosa.

## Vrste
1. Galaxaura articulata Tanaka
2. Galaxaura barbata R.Chou
3. Galaxaura beckeri Schmitz ex Mazza
4. Galaxaura capensis A.C.Brown & N.Jarman
5. Galaxaura contigua Kjellman
6. Galaxaura dichotoma J.V.Lamouroux
7. Galaxaura divaricata (Linnaeus) Huisman & R.A.Townsend
8. Galaxaura elegans Tanaka
9. Galaxaura elongata J.Agardh
10. Galaxaura filamentosa R.C.Y.Chou
11. Galaxaura glabriuscula Kjellman
12. Galaxaura hawaiiana Butters
13. Galaxaura indica Huisman, G.H.Boo & S.M.Boo
14. Galaxaura infirma Kjellman
15. Galaxaura kjellmanii Weber Bosse
16. Galaxaura latifolia Tanaka
17. Galaxaura magna Kjellman
18. Galaxaura pacifica Tanaka
19. Galaxaura paschalis Børgesen
20. Galaxaura rugosa (J.Ellis & Solander) J.V.Lamouroux
21. Galaxaura scinaioides Heydrich
22. Galaxaura sibogae Weber Bosse
23. Galaxaura spongiosa Kützing
24. Galaxaura striata Kjellman
25. Galaxaura tissotii Weber Bosse
26. Galaxaura yamadae Itono